# چرنوکوروونیکوو
چرنوکوروونیکوو (به لاتین: Chernokorovnikovo) یک منطقهٔ مسکونی در روسیه است که در سرزمین آلتای واقع شده‌است.